# جوناثان هاريس (فنان)
جوناثان هاريس (بالإنجليزية: Jonathan Harris)‏ هو فنان أمريكي، ولد في 27 أغسطس 1979 في شلبورن في الولايات المتحدة.